# Ctenotus zastictus
Ctenotus zastictus este o specie de șopârle din genul Ctenotus, familia Scincidae, descrisă de Storr 1984. A fost clasificată de IUCN ca specie vulnerabilă. Conform Catalogue of Life specia Ctenotus zastictus nu are subspecii cunoscute.